# São Paulo Challenger 1997
Il São Paulo Challenger 1997 è stato un torneo di tennis facente parte della categoria ATP Challenger Series nell'ambito dell'ATP Challenger Series 1997. Il torneo si è giocato a San Paolo in Brasile dal 22 al 28 settembre 1997 su campi in cemento.

## Vincitori

### Singolare
Lucas Arnold Ker ha battuto in finale  Fernando Meligeni che si è ritirato sul punteggio di 6–4, 1-0

### Doppio
Nelson Aerts /  Bernardo Martínez hanno battuto in finale  Márcio Carlsson /  Francisco Costa con il punteggio di 6–0, 6–0